# El secreto del orfebre
El secreto del orfebre es una película española de drama romántico de 2025, escrita y dirigida por Olga Osorio, basada en la novela homónima de Elia Barceló. Está protagonizada por Mario Casas y Michelle Jenner. Se estrenó en cines españoles el 28 de febrero de 2025, con distribución de Warner Bros. Pictures España.

## Reparto
- Mario Casas como Juan Pablo
- Michelle Jenner como Celia (1976)
- Zoe Bonafonte como Celia (1953)
- Enzo Oliver como Juan

## Producción
El 22 de mayo de 2024, se anunció que la cineasta Olga Osorio dirigiría una adaptación a cine de la novela El secreto del orfebre de Elia Barceló. Mario Casas y Michelle Jenner fueron cogidos como los protagonistas, y las localizaciones de Elciego y Laguardia en la Rioja Alavesa fueron escogidas para el rodaje de la película. El rodaje comenzó en junio de 2024, y se alargó hasta finales de julio. El presupuesto total de El secreto del orfebre es de cinco millones de euros, incluido un millón de euros procedentes de las ayudas generales del ICAA.

## Lanzamiento y marketing
El 23 de enero de 2025, Warner Bros. Pictures España lanzó el tráiler de El secreto del orfebre y programó su estreno para el 28 de febrero de 2025.